# Mircea Eliade

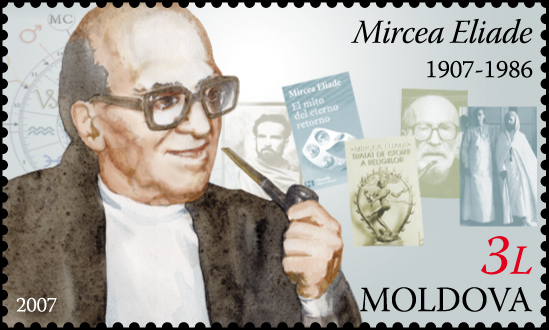
Mircea Eliade retrat a un segell de la República de Moldàvia

Mircea Eliade   (Bucarest, 9 de març de 1907 (Julià) - Chicago, 22 d'abril de 1986) fou un estudiós romanès especialitzat en mitologia i història de la religió. Gran coneixedor d'idiomes i amb formació en filosofia, va divulgar i analitzar relats i símbols relacionats amb les creences del món europeu i oriental.

## Biografia
Va estudiar filosofia a la Universitat de Bucarest i va completar la seva formació a Itàlia. En acabat, l'any 1928 viatjà a l'Índia, on durant tres anys estudià sànscrit i filosofia índica. Quan tornà, ensenyà filosofia i història de les religions a Bucarest. L'any 1940 abandonà Romania definitivament. Després de passar per Londres i Lisboa, s'instal·là a París l'any 1945. El 1950 conegué Carl Jung i s'integrà en el Cercle d'Eranos. El 1956 va ser nomenat professor d'història de les religions a la Universitat de Chicago, on s'instal·là definitivament. El 1975 va ser elegit membre de l'Académie Royale de Langue et de Littérature Françaises de Belgique. En el seu pensament destaca especialment el concepte de sagrat, és a dir, el valor excepcional que una cultura atorga a un símbol o ritus pel seu caràcter sacre, que permet la transcendència. Aquest caràcter de sagrat és el que uneix diverses religions i actes culturals, que analitza a les seves obres seguint els mètodes del comparatisme.

## L'obra
L'obra d'Eliade es divideix en dues categories: científica i literària. Es pot comprendre la seva obra científica a través d'aquestes àrees, idees religioses o aquests conceptes filosòfics: Homo religiosus, sagrat, hierofania, alquímia, xamanisme, ioga, símbol, mite com una història sagrada, la religió com una experiència, el cristianisme còsmic i el temps sagrat.
Des de la perspectiva del fet religiós va fer especial èmfasi a l'estudi dels símbols i els mites, als que va interpretar en les seves diverses funcions antropològiques. En contra de les interpretacions més difoses del pensament mític, Eliade pensava que en els mites, així com en la concepció d'allò sagrat i el profà (contrari al sagrat), es manifesten els trets específics d'allò humà. Els mites, lluny de ser simples fenòmens històrics, perviuen i han de ser utilitzats per l'home modern per a renovar-se i percebre, a través d'ells, l'etern. No obstant, aquesta pervivència no s'efectua només pel record dels mites ancestrals sinó que, en cada època, s'engendren mites propis, de manera que també existeixen mites propis de l'era contemporània. Per això, la seva investigació dels símbols està orientada cap a la recerca de les manifestacions del sagrat entre les realitzacions de l'home modern, aparentment dessacralitzades i secularitzades, però que segueixen conservant aspectes essencials del sagrat. Eliade, que va crear el terme hierofania per a referir-se a la manifestació d'allò sagrat, assenyala que fins i tot les nocions d'un espai sagrat -diferent de l'espai profà- són presents en l'home no religiós, com també ho està la noció d'un temps sagrat -diferent del temps profà-. Propugna un nou «humanisme» que adopta com a base el sagrat en tant que estructura la consciència humana.
Es pot comprendre la seva obra literària sobretot a través de la novel·la La nit de Sant Joan, traduïda en castellà per Joaquín Garrigós i premiada per la Unió d'Escriptors de Romania com la millor traducció del món d'un escriptor romanès en un idioma estranger.

## Obres d'Eliade en català
- "Invitació al ridícul". Traducció de l'assaig "Invitație la ridicol". In: "Funàmbula. Revista interdisciplinària" núm. 0, 1998 (trad. de Virgil Ani, Joan Fontana, Joan-Maria Jaime i Àlex Pérez). Reedició: núm. 1 (1998-1999) de l'esmentada revista.
- Maitreyi o la nit bengalina Arxivat 2015-02-25 a Wayback Machine. (Viena Edicions, 2011) ISBN 9788483306055 (traducció de Joan Fontana)
- El sagrat i el profà (Fragmenta, 2012) ISBN 9788492416530[5] (traducció de Julia Argemí)
- El mite de l'etern retorn (Fragmenta, 2014) ISBN 9788415518082 (traducció de Víctor Obiols)
- Diccionari dels símbols (Fragmenta, 2021) ISBN 9788415518082 (amb Ioan Petru Couliano - ed., pròleg de Jacques Vidal, traducció de Roser Homar)